# Adelotettix equatoriensis
Adelotettix equatoriensis är en insektsart som beskrevs av Christiane Amédégnato och Poulain 1987. Adelotettix equatoriensis ingår i släktet Adelotettix och familjen gräshoppor. Inga underarter finns listade i Catalogue of Life.